# Clutching Stems
Clutching Stems — седьмой студийный альбом американской инди-поп группы The Ladybug Transistor из Бруклина (Нью-Йорк). Он был выпущен 7 июня 2011 года на лейбле Merge Records.

## Композиции
Запись, сделанная с неизменной басисткой Джулией Ридхолм, клавишником Кайлом Форестером, бэк-вокалтсткой Фриды Эклунд, а также новобранцами Марком Дзулой и Майклом О’Нилом на гитарах и Эриком Фарбером на барабанах, отличается новым для группы обтекаемым и космополитичным звучанием. Как и в прошлом, пышные инструменты покрывают большинство песен тёплыми и уютными объятиями, но на этот раз это совсем не пастораль. Ударные, холодные синтезаторы и чистый продакшн навевают мысли о городских улицах и поздних ночных поездках, а не о зелени пригорода.

## Отзывы
| Совокупная оценка | Совокупная оценка |
| Источник          | Оценка            |
| ----------------- | ----------------- |
| Metacritic        | 73/100            |
| Оценки критиков   |                   |
| Источник          | Оценка            |
| AllMusic          | [ 1 ]             |
| The A.V. Club     | A−                |
| Pitchfork         | 6.4/10            |
| PopMatters        | [ 7 ]             |

Clutching Stems получил положительные отзывы от музыкальных критиков. Критик AllMusic Тим Сендра оценил альбом на 4,5 из 5 и отметил что «На протяжении 15 лет название Ladybug Transistor на обложке альбома было как торговая марка качества, и каждый, кто покупал его, был уверен, что его ждут удивительно насыщенные и эмоциональные поп-песни, замысловатое производство и общее ощущение сияющей радости, которое возникает при прослушивании чистой и настоящей музыки. На самом деле, этот альбом может встать в один ряд с The Albemarle Sound как их лучшая, наиболее полно реализованная работа. В сочетании со звучанием альбома, песни обладают настоящей эмоциональной глубиной, которая характерна для Олсона, но здесь она кажется более глубокой. Редко какая группа становится лучше с течением времени, особенно после 15 лет, но Ladybug Transistor это удалось, и независимо от того, были ли вы их поклонником все это время или только открыли для себя (или заново открыли) их с этим альбомом, здесь достаточно хорошего материала, чтобы даже самый хладнокровный музыкальный сноб признал, что в 2011 году создаётся музыка, которая так же хороша, как и в 1965 или 1977, или в любом другом году».

## Список композиций
1. «Clutching Stems»
2. «Light on the Narrow Gauge»
3. «Fallen and Falling»
4. «Ignore the Bell»
5. «Oh Christina»
6. «Caught Don’t Walk»
7. «Breaking Up on the Beat»
8. «Into the Straight»
9. «Hey Jack I’m on Fire»
10. «Life Less True»